# 駐車場

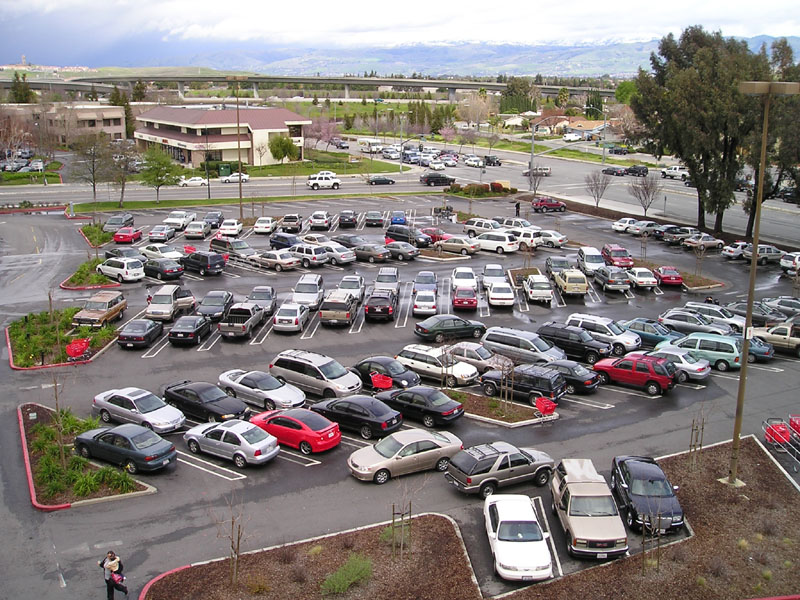
平面駐車場（アメリカ、サンノゼ）

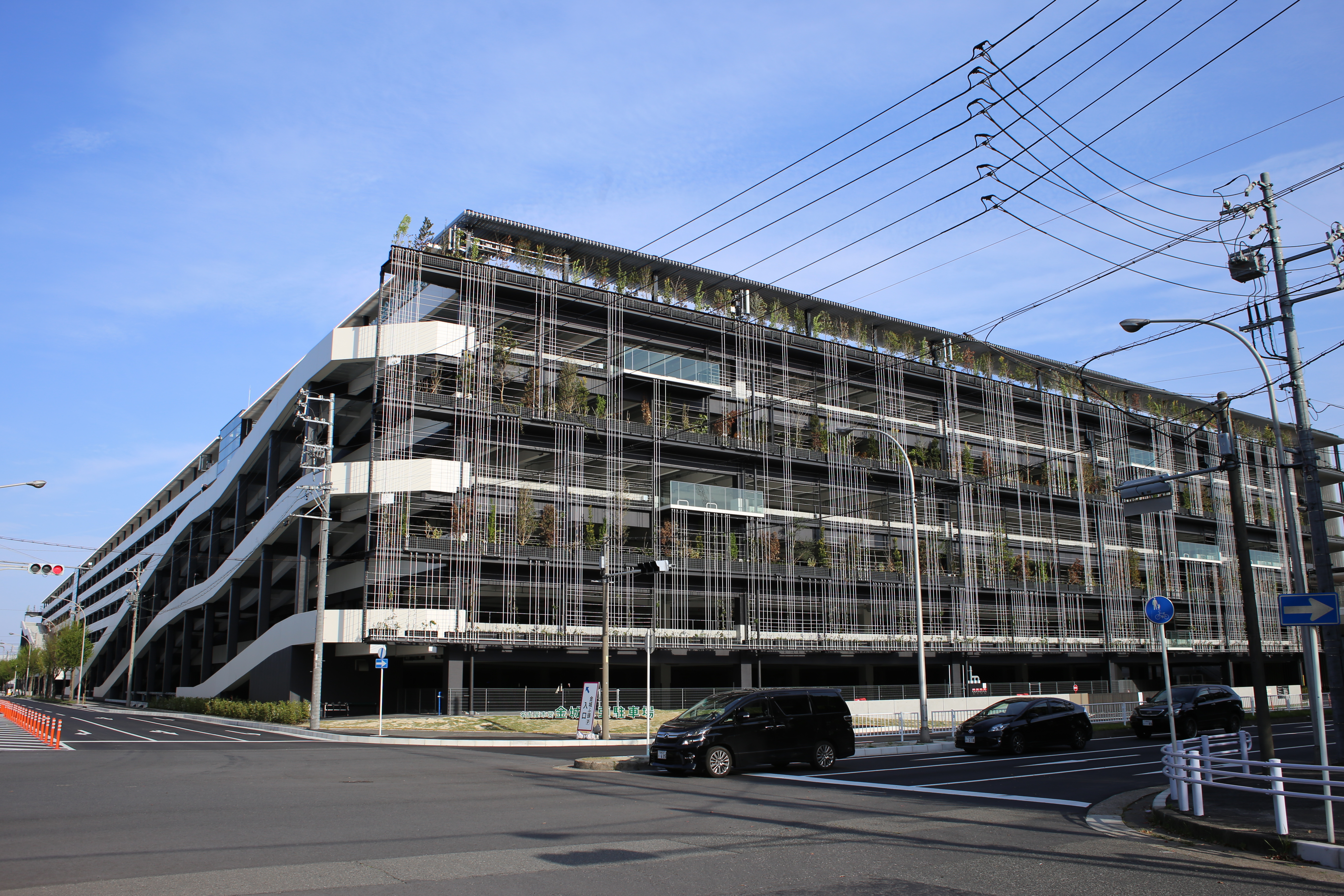
自走式立体駐車場（日本）

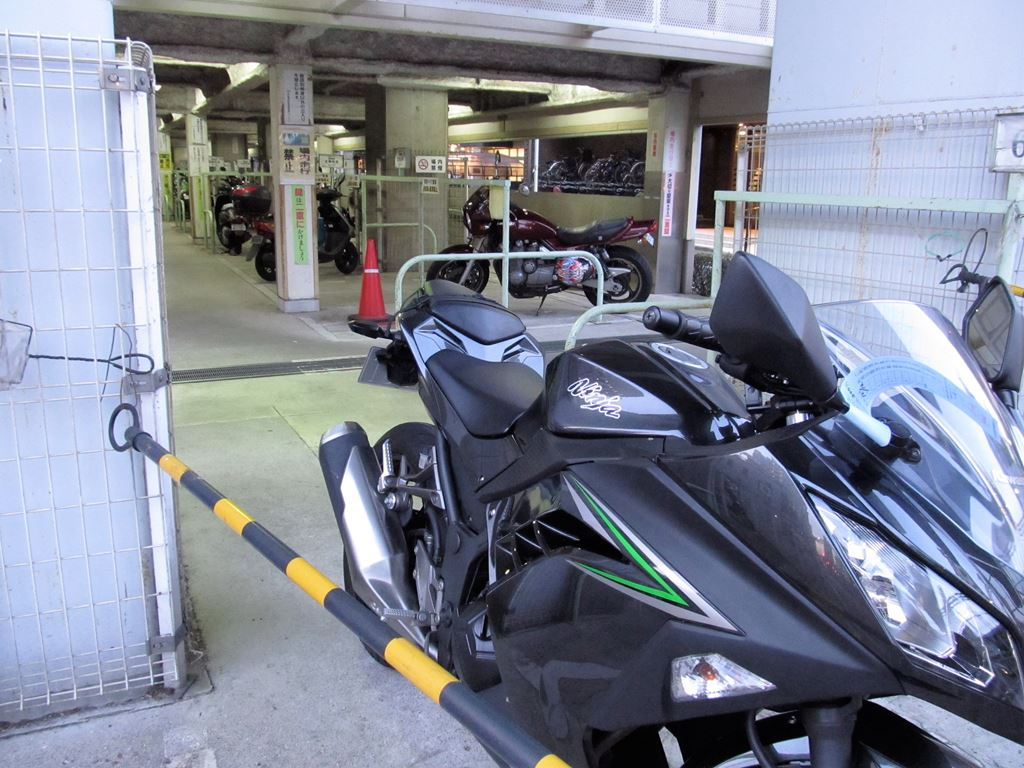
二輪車用駐車場（日本）

駐車場（ちゅうしゃじょう、英: parking lot）とは、車両（自動車や自動二輪車）を駐車するための場所。用途によって一般公共用と特定利用者の保管用（車庫など）に大別できる。
1950年代の東京や大阪の中心部ではアメリカの俗語で車のたまり場を意味する「モータープール」という呼称が使われていたが、2020年（令和2年）現在は大阪にのみ存在するとされている。

## 駐車場の分類

### 構造による分類

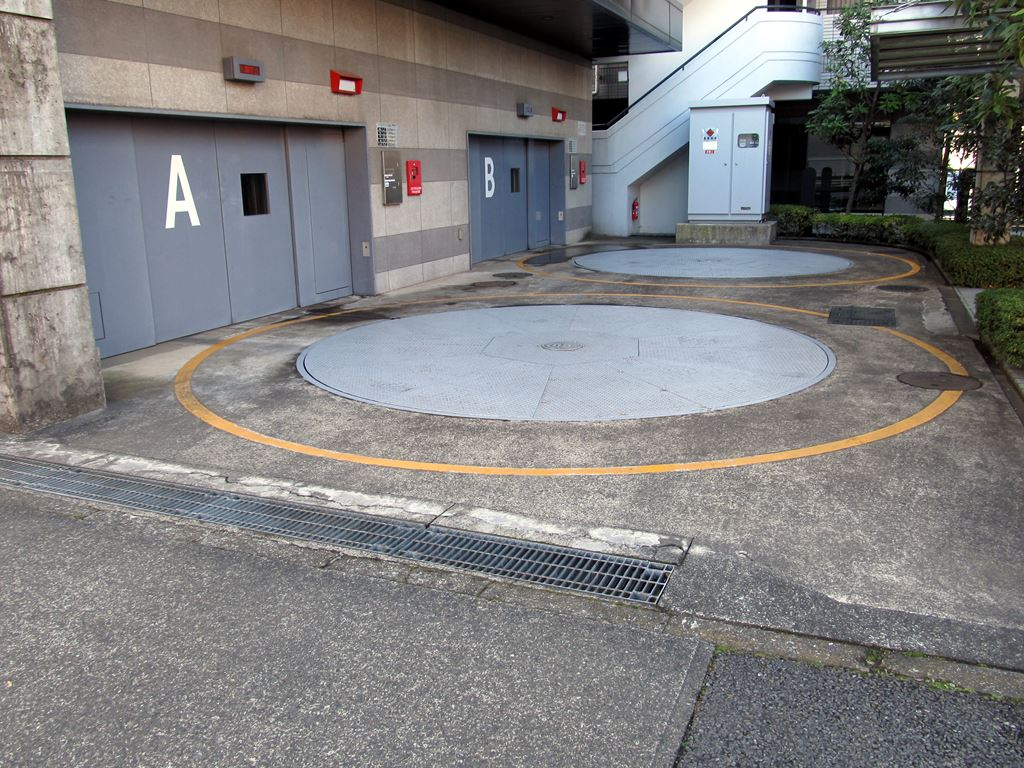
転車台（ターンテーブル）が設置された立体駐車場

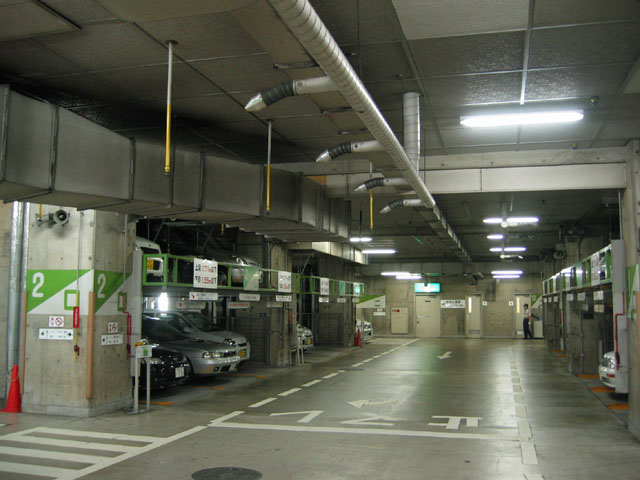
地下立体駐車場（自走・機械式複合：香林坊地下駐車場（石川県金沢市））

- 平面駐車場
地上にある駐車場で、土地の取得が容易な場所をはじめ、駐車場の中では最も多く見られるタイプである。自動車の区画のみを区切ることで駐車スペースとなる場合が多い。
- 立体駐車場
自走式と機械式がある。市街地や郊外の大規模ショッピングセンターの場合はこのタイプが多く、ビルディング・マンションなどの地下・屋上に駐車場を設ける場合でもこう表現する場合がある。また、市街地で簡便なものとしては、鋼材によって組み立てられるものもある。
日本における地下駐車場は、1960年（昭和35年）に東京駅前の丸の内ビルヂング（丸ビル）と新丸ノ内ビルヂング（新丸ビル）の間に建設された収容台数約500台分の地下駐車場が最初だといわれている[3]。
  - 自走式
複数階が斜路によってつながったもので、駐車スペースまで自ら運転して移動する。日本での最初の事例は1929年（昭和4年）6月に開業した東京の「丸ノ内ガラーヂ」（鉄筋コンクリート6階建ビル形式・駐車台数208台。1966年（昭和41年）解体。運営会社は新東京ビル駐車場を運営している。）。平面駐車場の車両制限は無い場合が多いが、自走式立体駐車場の多くは取り分け大規模なものを除いて高さ制限を設けている。
  - 機械式
運転手が車を降りて機械を操作し、無人になった車が自動で運ばれるもので、1929年（昭和4年）に大阪在住の角利吉がタワー式駐車場の実用新案を取得したが実用化はされず、1962年（昭和37年）に至って石川島播磨重工業が東京の日本橋髙島屋に循環タワー式を納入したのが最初の実用例である。多段式（39 %）・2段式（25 %）・垂直循環式（17 %）・エレベーター式（10 %）等[4]があり、自走式より厳しい高さ制限（1,550 mm未満が多い）と車幅制限（1,850 mm未満が多い）を設けており、ミニバン、トールワゴン、SUV、軽トラックを含むキャブオーバー型の小型トラック等に見られる、とりわけ全高や車幅が大きい高級車・車高を下げた改造車、左ハンドル車は駐車できない場合が多い。狭い敷地内に建設される事も多く、ターンテーブル（転車台）が設置される場合がある。

乗車したまま台座を旋回させ駐車階に運搬する旋回式がある。日本ではかつては東京・京都・札幌にあったが、札幌市の北海道建設会館（1966年）の「スターパーク式カーエレベーター」が唯一現存する。しかし、令和6年8月、建物の閉館・解体に伴い撤去される予定。

### 契約形態による分類

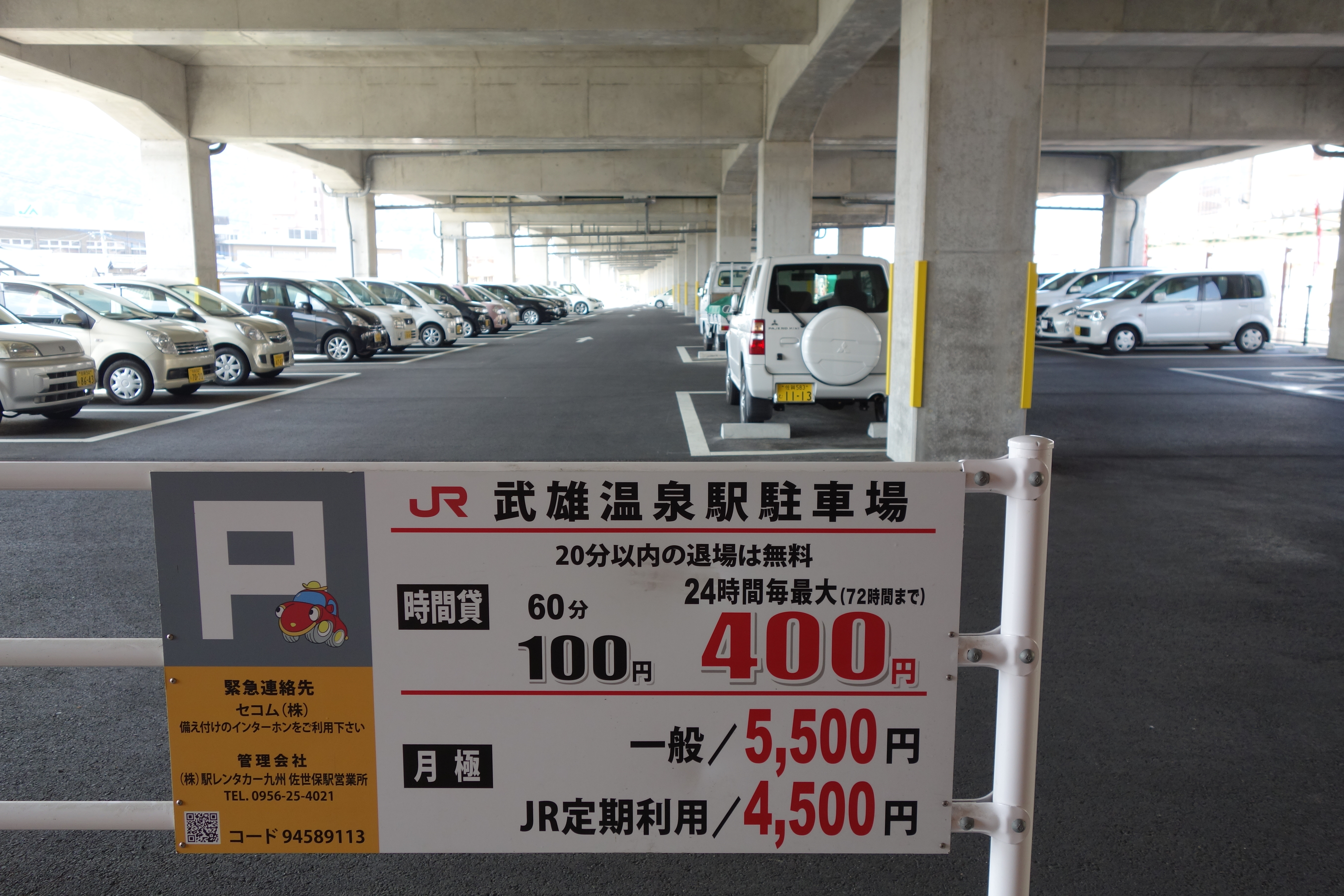
時間貸しと月極

駐車場には無料駐車場と有料駐車場がある。有料駐車場を使用する場合の、駐車場使用契約を結ぶ際に使われる一般的な契約方法をあげておく。
- 時間貸し（コインパーキング）
主に30分や1時間など、一定時間が経過するごとに料金が加算される仕組みになっている。硬貨で支払っていたので、この名称がついたと言われている。夜間は通常より低廉な料金設定となっていることが多く、鉄道駅など他の施設に併設されている駐車場の場合は、入庫後一定時間内に出庫すれば料金が発生しない場所もある。
時間貸しの中には最大料金が設定されている駐車場もある。最大料金まで達するとそこからは料金が加算されない。ただし、所定の時刻あるいは時間を過ぎると再度加算される。最大料金は場所や立地条件や曜日・日時によって異なる上に、適用回数も駐車場により異なる。
- 日貸し駐車場
日単位で契約する。鉄道駅や空港、バスターミナル近隣に設置されているパークアンドライド用に多い。
- 月極め（つきぎめ）
不動産賃貸契約と同じ手法が取られるケースが多い。基本的に1箇月後も更新されることが多い。
- 年払い
年間契約。

なお、駐車場の中には、長期にわたる駐車場使用契約車の使用区画と、一時使用に用いられる区画を、同一敷地内に設置してある場合もある。

### 駐車枠
斜め駐車枠
NEXCO東日本によれば進行方向に間違わずにスムーズに合流でき、スムーズに駐車できるために設置している。
直角駐車枠
空間の利用効率がよい。
アメリカンタイプ（U字型）
乗り降りスペースが確保しやすい。この幅については、日本の法律においては規定がなく自治体の判断に委ねられている。
身障者用駐車枠
道路標識、区画線及び道路標示に関する命令（昭和三十五年総理府・建設省令第三号）には、「「駐車場」、「エレベーター」、「傾斜路」及び「便所」を表示する案内標識の標示板には、必要がある場合は、次に図示したものに準じて車いすを使用している者その他の高齢者、身体障害者等の円滑な利用に適する施設である旨を表す記号を表示することができる。」としている。

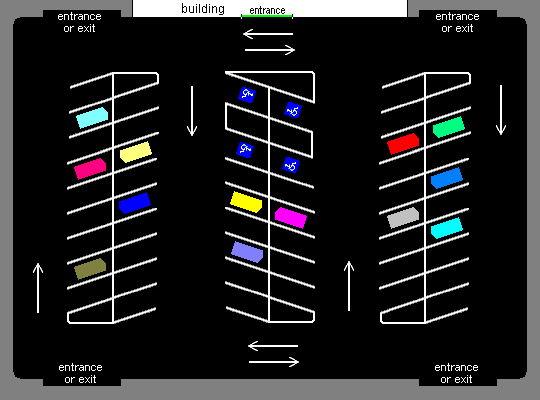
斜め駐車枠
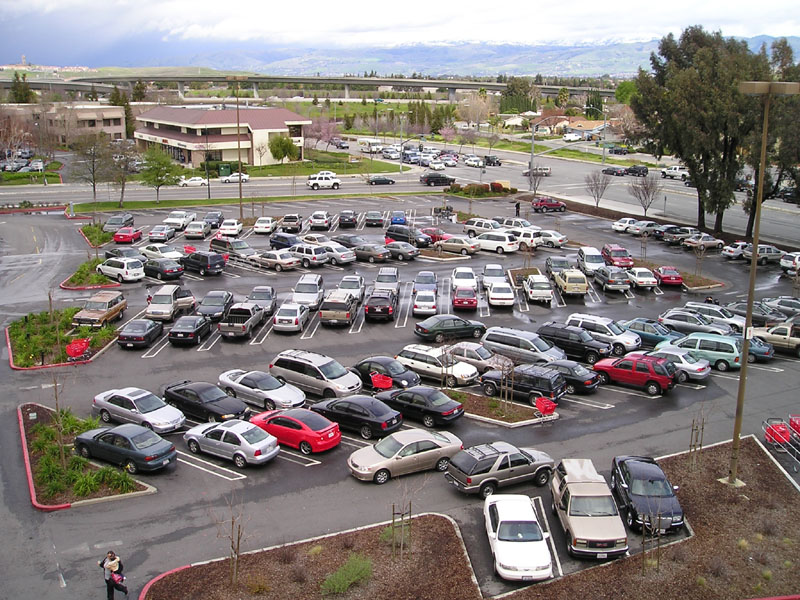
車間距離が取られている斜め駐車枠
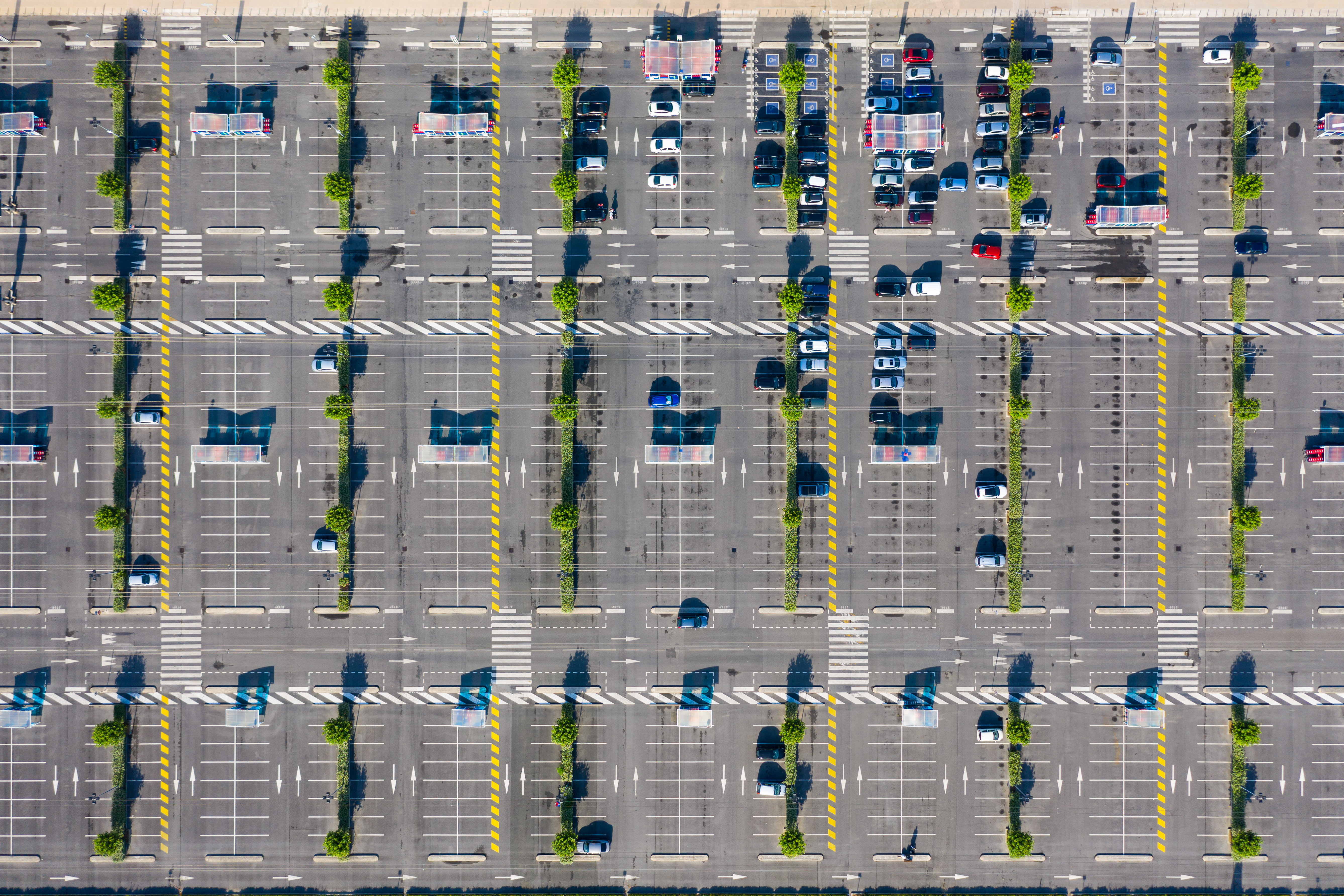
フランスのショッピングモールの駐車場
身体障害者用駐車施設用のユニバーサルデザイン
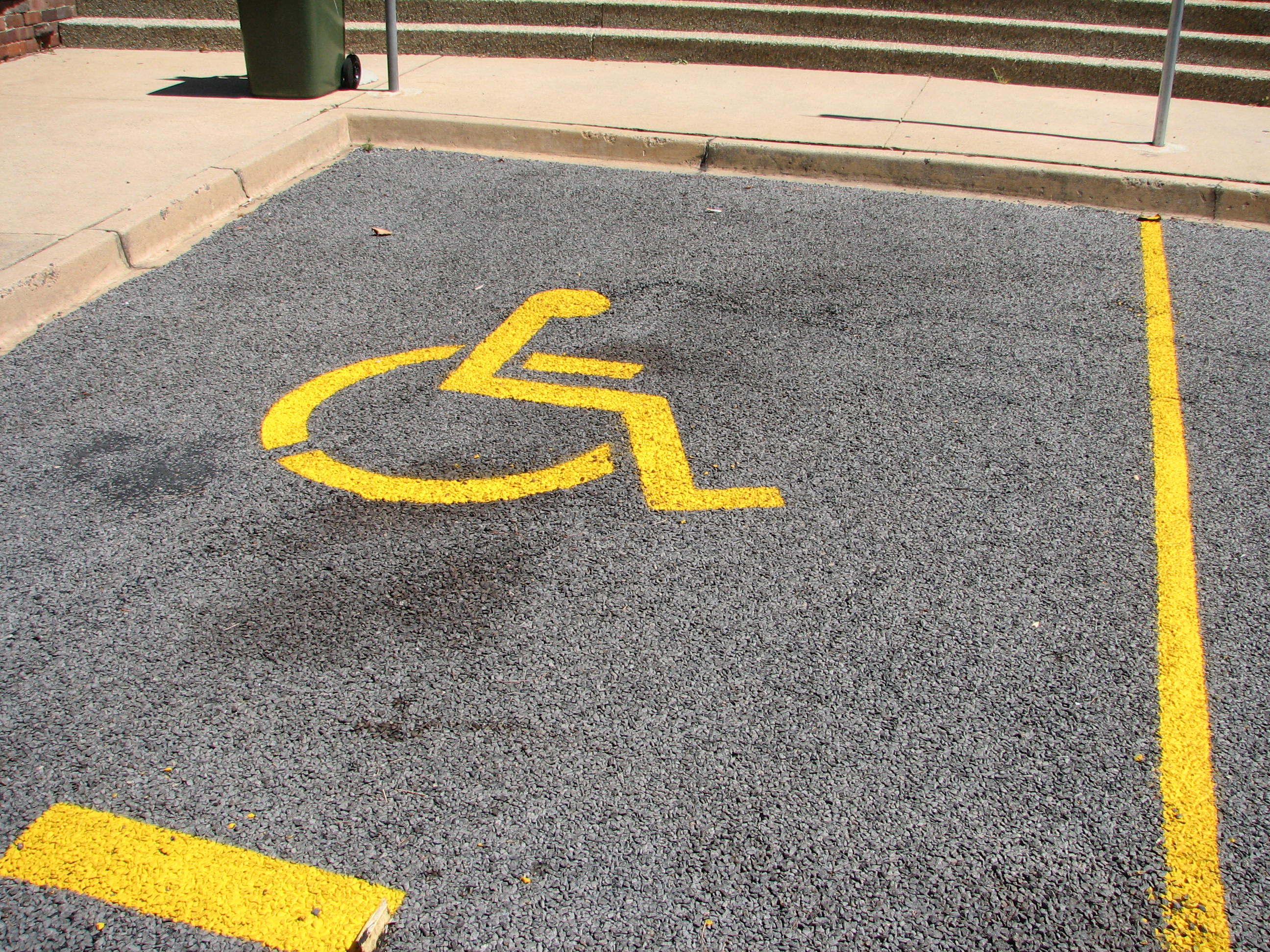
身体障害者用駐車枠

## 都市計画と駐車場

### 日本
日本の駐車政策は、「駐車は路外に」という基本原則と、都市再開発の観点から整備されてきた。日本では1957年（昭和32年）に駐車場法が制定されている。都心部は駐車場の絶対数不足による駐車場問題が深刻化し、駐車場ビルや、道路や新築建築物への地下駐車場化が増加している。
駐車場法では、一般公共用の駐車場について、設置場所によって分類している。

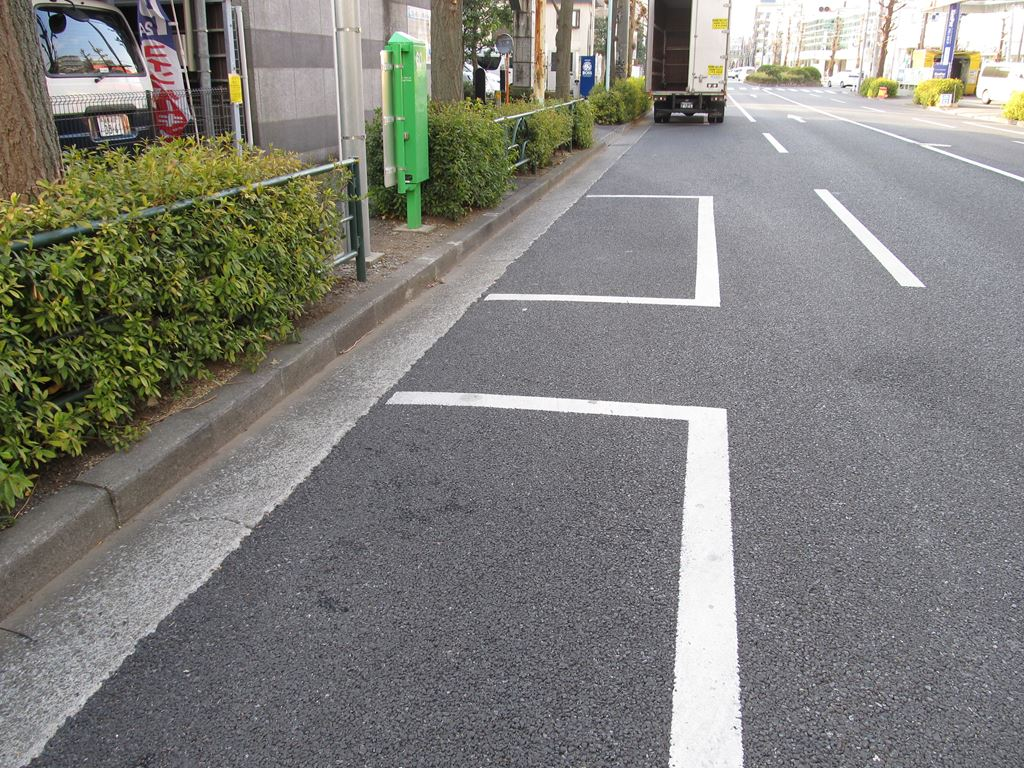
路上駐車場（時間制限駐車区間）

- 路上駐車場
駐車場整備地区内の道路の路面に一定の区画を限って設置される自動車の駐車のための施設であって、一般公共の用に供されるものをいう。パーキングメーターなどにより、料金の徴収を行うことが出来る。
- 路外駐車場
道路の路面外に設置される自動車の駐車のための施設であって、一般公共の用に供されるものをいう。駐車場法その他の法令で安全上の基準が定められている。
- 附置義務駐車場
路外駐車場の一種。延べ面積2000平方メートル規模以上（場合によっては未満でも）の建物に、駐車場を併設する義務がある。
- 都市計画駐車場
路外駐車場の一種。道路交通が著しく集中し混み合う地区で、道路の効用を保持し、円滑な道路交通を確保する必要のある区域（駐車場整備地区）において、その地区内の駐車需要に応ずるため、都市計画によって定められる駐車場。

地方自治体は、都市計画法で定める都市計画区域内に駐車場整備地区を指定し、駐車場法で定める「駐車場整備計画」を策定することが出来る。略式表示の「P」は、駐車場の英語表記"parking lot"の略である。
店舗等では利用者に対して附置義務駐車場を無料で貸す場合もあるが、一般には用務地に駐車場がない場合などには、別に一時的に駐車するスペースを時間貸しする場合が多い。都市部においては、建物の附置義務駐車場やパーキングメータなどに加えて、違法な路上駐車を防ぐ目的で簡易な路外駐車場として増やす動きもある。
広さ的に住宅・建物を建てるのに不向きな土地、ないしは広さは十分だが、用途を不確定にしている土地を駐車場に充てる場合もある。この場合は、駐車場経営について専門家ではない地主が、大手駐車場経営会社に運営を委託することが多い。
駐車場法によると、名称、管理者の氏名及び住所（法人には、名称・事務所の所在地代表者の氏名及び住所）、供用時間、駐車料金に関する事項などを管理規程に定め、供用開始後10日以内に都道府県知事に届け出なければならないとされている。各自治体では駐車場整備計画を連動させ、駐車場条例として運用している。
日本においては、2006年（平成18年）6月1日に改正施行された道路交通法により、駐車監視員・放置違反金制度が導入され、駐車禁止の取締りが都市部の重点路線で強化された結果、駐車場の需要が拡大する傾向にある。
大阪府を始めとする西日本および中部地方の一部では、民間駐車場のことを「モータープール」と呼ぶが、あくまでも和製英語である。原語（英語）の「Motor pool」には駐車場の意味はなく、アメリカ軍などの軍用車部隊や官庁の公用車の待機所または部隊を指す言葉で、現在でも米軍施設や自衛隊ではこちらが用いられており、日本各地に存在する。
公共施設等には、歩行困難者向けの駐車スペースが用意されていることがある（パーキングパーミット）。

### フランス
フランスのパリではかつて路上駐車に対して全く制限がなかったため道路混雑が深刻化していた。そこで幹線道路の地下に路外駐車場を整備して、幹線道路上は駐停車禁止とし、従来駐車されていたレーンはバス路線がある場合にはバスレーン、それ以外の道路では自転車道として整備された（バスレーンは自転車との共用レーンとなっている場合もある）。非幹線道路ではパーキングメーターによる道路利用の有料化が実施されている。

## 自動車所有と駐車場

### 車庫の保有

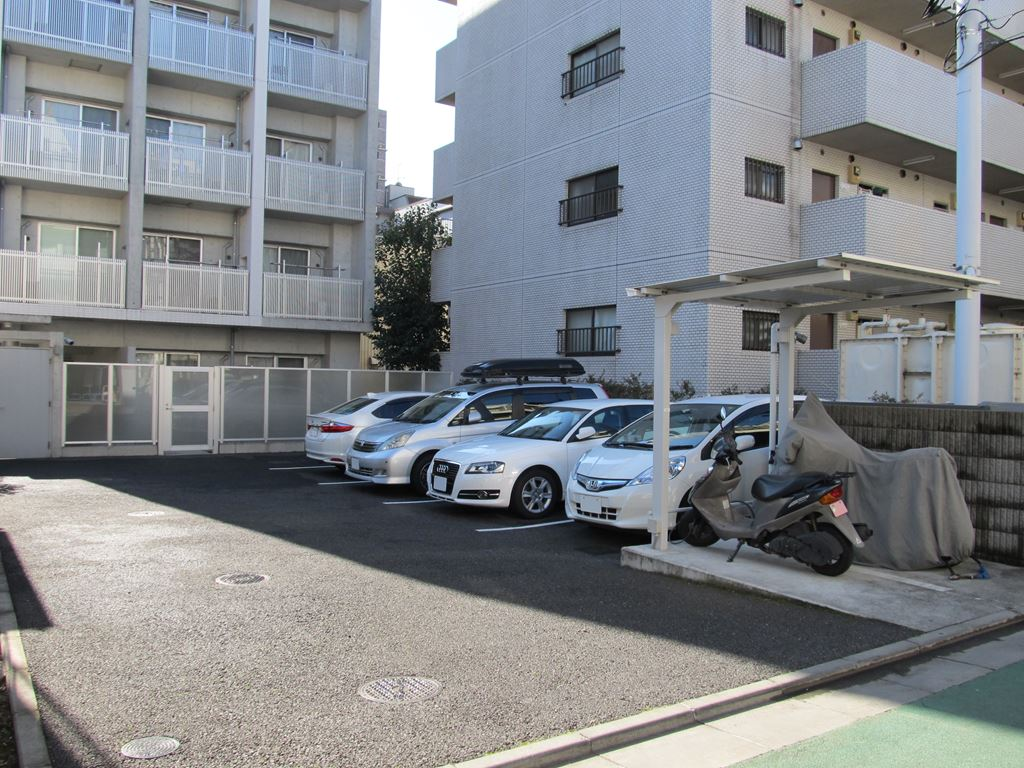
集合住宅の駐車場。自動二輪車用はカーポート。

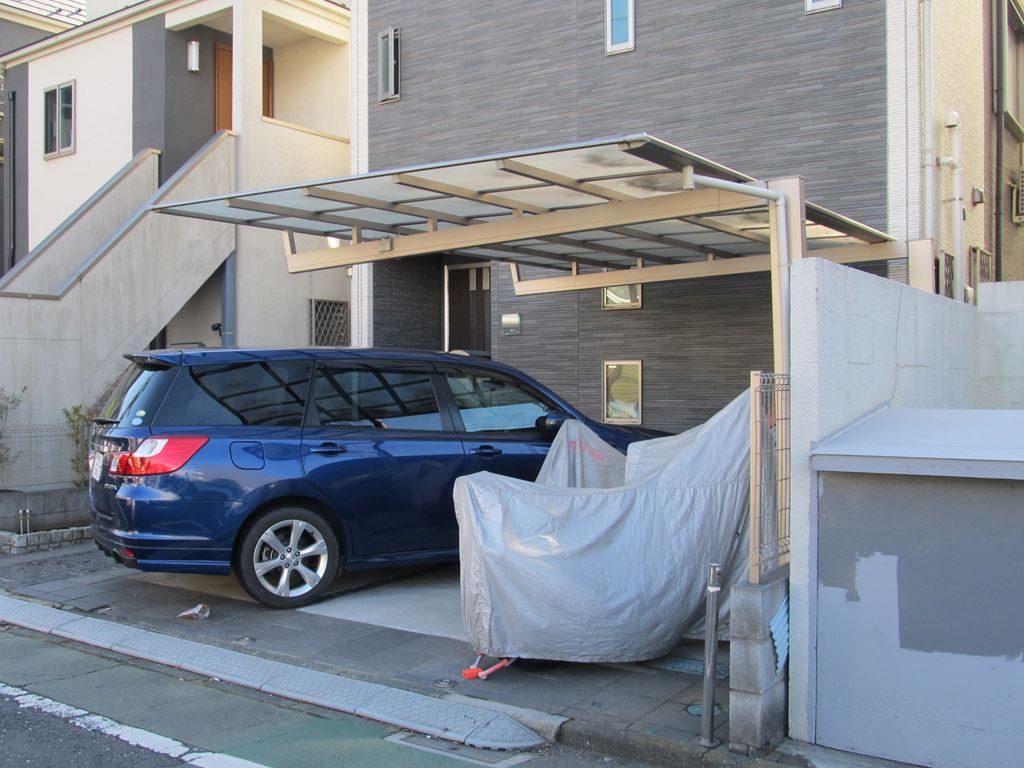
戸建て住宅の駐車場（カーポート）

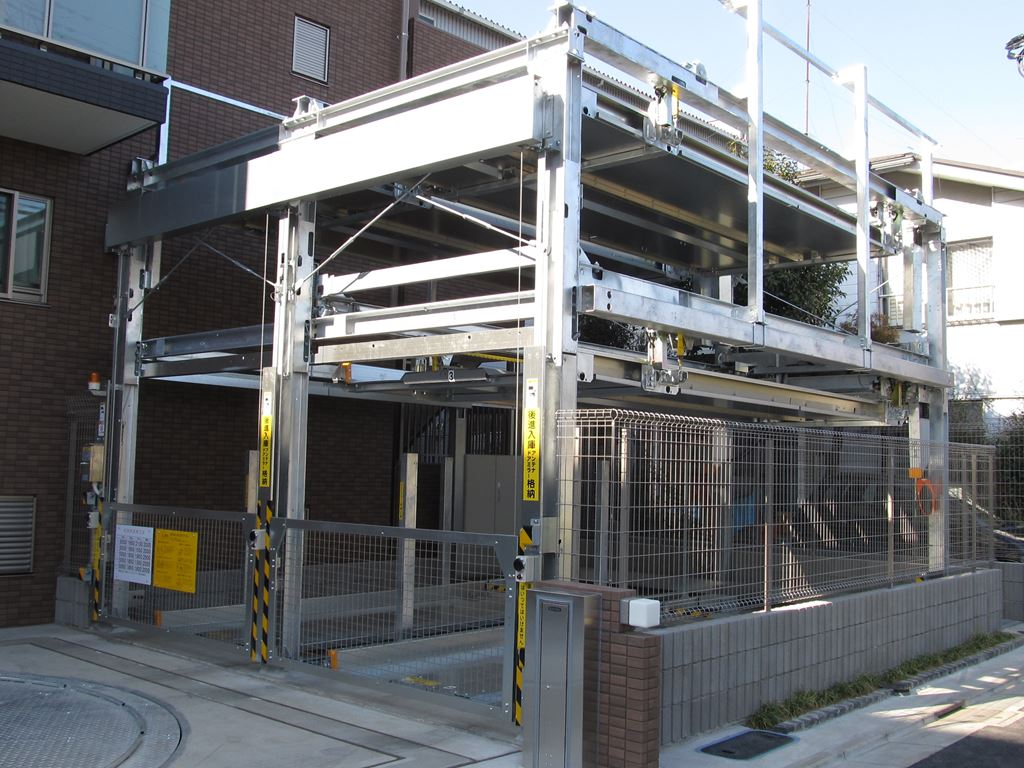
自家用立体駐車場

多くの国では、自動車を所有する場合、家庭用の自動車と外来用の自動車の駐車スペースを確保することは持ち家の責任であり、駐車スペースを自宅の敷地内に用意することが基本と考えられている。日本のように車庫法が整備されている例もあるが、そのような事例は多くはない。駐車するための設備や建物は「車庫」あるいは「ガレージ」と呼ばれ、また、簡単な柱と屋根を設けたものは「カーポート」などとも呼ばれる。
日本では1962年（昭和37年）に自動車の保管場所の確保等に関する法律が制定されており、車両を保有する者は車の保管場所を確保することが義務付けられている。アパートなどの住民や企業の自家用、従業員用などのいわゆる自家用の駐車場に対しては、車両を公道に駐車させないことを目的にした自動車の保管場所の確保等に関する法律（略称「車庫法」）が適用される。この法律においては、自動車の保管場所という用語が用いられる。

### レジデンシャル・パーミット
シアトルなど欧米の都市ではレジデンシャル・パーミットが採用されることがある。レジデンシャル・パーミットとは、主に住宅地で路上駐車の制限的許可と有料化を行うシステムである。レジデンシャル・パーミットの対象地域では住民や勤務者は年間使用料を支払えば自動車に専用のステッカーを貼ることで路上駐車することができる。また、レジデンシャル・パーミットの対象地域への外来者は、一定時間に限って路上駐車が認められたり、駐車のためパーキングメーターの利用が求められる。

## 都市計画・自動車依存対策
都市の大規模な駐車場は、歴史的建造物の保存運動が起こるなど、悪影響が長らく議論されてきた。駐車場で個々の建物は便利になる一方で、都市のウォーカビリティは阻害され、建物間の歩行は妨げらる。広大な舗装道路は「駐車場クレーター」「駐車場砂漠」などと呼ばれ、人がいない「過疎」状態であり、 歩行者の妨げになり得ると主張されている。

### 駐車の最小数と最大数
駐車場の最小数や最大数などの都市計画政策は、民間の駐車場の規模に影響を及ぼす恐れがある。

### 批判
住みやすく歩きやすいコミュニティ(ウォーカビリティ)を目指す最近の傾向により、住みやすい街の擁護者と開発業者は、駐車場整備地区 (各建物に最低限必要な駐車スペース数を要求する政策) を批判している。英国政府の地方議会では、一時期、自動車を抑制するために最大駐車基準を推奨していた。アメリカのワシントンDC などでは、住民向けの住宅を増やし公共交通機関の利用を増やすために、現在、駐車場最低数の規制を撤廃することを検討している。 環境意識や健康意識の高まりを受けて、専用駐輪場も普及しつつあり、駐輪ラック や鍵だけでなく、セキュリティや利便性に優れた最新技術が使われている。例えば、東京では自動駐輪システムが増えている。
北京、メキシコシティ、デリー、カリフォルニア州の複数都市で、自動車依存の軽減を狙い、駐車場を減らす取り組みが行われている。 ポートランド (オレゴン州)、ミネアポリス、オースティンは駐車場の最低設置台数の要件を廃止した。2023年11月2日現在、オースティン（テキサス州）は、歩行、自転車、公共交通機関を利用し、住宅価格を下げ、市内に建設できる住宅戸数を増やすために、駐車場の最低設置台数を廃止した米国最大の都市である。

## 駐車場に関するサービス
- パーキングメーター
- バリデート
ホテルなどの宿泊施設やショップなどの商業施設の利用者に対して駐車料金を割引または免除するサービス[24]。

## 駐車場に関する作品

『アスファルト・スポット』

- 『アスファルト・スポット』 - フランスのR&Sie建築事務所による作品。2003年に制作され、大地の芸術祭 越後妻有アートトリエンナーレで公開された。新潟県十日町市寅3丁目358、妻有大橋のたもとに所在している[25]。周囲の山々に対応するように起伏に富んだ路面となっており、実際に駐車場として使用することも可能であるが「日本一難しい」と言われる[26][27]。